# Somatina candida
Somatina candida är en fjärilsart som beskrevs av Louis Beethoven Prout 1932. Somatina candida ingår i släktet Somatina och familjen mätare. Inga underarter finns listade i Catalogue of Life.